# 콘스탄티노폴리스의 니키포로스 1세

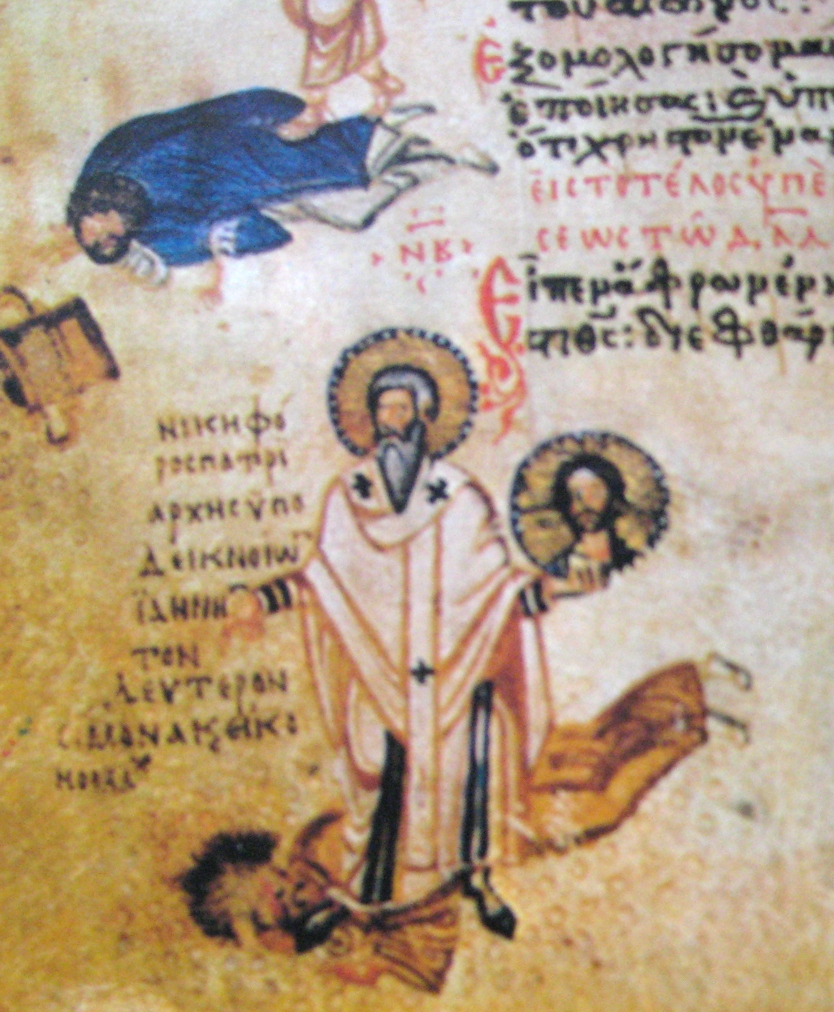

니키포로스 1세(Nikephoros I of Constantinople, 그리스어: Νικτόρος; c. 758 – 828년 4월 5일)는 비잔틴 작가이자 콘스탄티노폴리스 세계 총대주교(806년 4월 12일부터 815년 3월 13일까지)이다.

## 생애
그는 콘스탄티노폴리스에서 테오도로스(Theodore)와 에브도키아(Eudokia)의 아들로 태어났다. 그는 초기 성상파괴주의로 고통받았던 엄격한 정교회 가문 출신이었다. 콘스탄티노스 5세의 비서 중 한 사람인 그의 아버지 테오도로스는 이콘을 열성적으로 지지했다는 이유로 채찍질을 당하고 니케아로 추방되었으며, 아들은 아버지의 종교적 신념을 물려받았다. 그럼에도 불구하고 그는 제국에 입대하여 내각 비서(asekretis)가 되었고, 이리니 휘하에서 787년 회의에 제국 위원으로 참여했다. 그런 다음 그는 보스포로스 동쪽 해안에 세운 회랑 중 하나로 물러나 콘스탄티노폴리스의 가장 큰 가난한 사람들을 위한 집의 책임자로 802년 경 임명되었다.
콘스탄티노폴리스의 총대주교 타라시오스가 죽은 후, 비록 평신도였지만 그는 황제의 뜻에 따라 총대주교로 선택되었다(부활절, 806년 4월 12일). 교회법에 어긋나는 선택은 엄격한 수도사 집단인 스투디티스(Stoudites)의 반대에 부딪혔고, 이 반대는 다른 측면에서는 매우 완고한 도덕주의자였던 니키포로스가 파문된 사제 이오시프(Joseph)을 복직시켜 황제의 뜻에 순응함을 보여 주면서 공개적인 단절로 더욱 강화되었다.
헛된 신학 논쟁 이후 814년 12월에는 개인적인 모욕이 뒤따랐다. 니키포로스(Nikephoros)는 처음에 파문으로 자신의 직위에서 해임되었다고 대답했으나 마침내 강제로 굴복하여 그가 세운 수도원 중 하나인 투 아가투(Tou Agathou)로 이송되었고 나중에는 투 아기우 테오도루(Tou Hagiou Theodorou)라고 불리는 수도원으로 이송되었다. 그곳에서 그는 815년 종교회의에 반대하여 성상의 원인에 대해 문학적 논쟁을 벌였다. 황제가 바뀌자 820년에 그는 총대주교직 후보로 내세웠고 적어도 관용의 약속을 얻었다.
그는 고해성사로 존경받는 성 테오도로스 수도원(아기우 테오도로루)에서 사망했다. 그의 유해는 847년 3월 13일 콘스탄티노폴리스의 메토디오스 1세에 의해 콘스탄티노폴리스로 엄숙하게 옮겨져 거룩한 사도 교회에 안치되었으며, 그곳에서 매년 황제의 신심의 대상이 되었다. 그의 축일은 그리스와 로마 교회 모두에서 이날 거행된다. 그리스인들은 또한 6월 2일을 그의 기일로 기념한다.